# Празеодимдиртуть
Празеодимдиртуть — бинарное неорганическое соединение
празеодима и ртути
с формулой Hg2Pr,
кристаллы.

## Получение
- Сплавление стехиометрических количеств чистых веществ:

{\displaystyle {\mathsf {Pr+2Hg\ {\xrightarrow {1050^{o}C}}\ Hg_{2}Pr}}}

## Физические свойства
Празеодимдиртуть образует кристаллы
гексагональной сингонии,
пространственная группа P 6/mmm,
параметры ячейки a = 0,4918 нм, c = 0,3539 нм, Z = 1,
структура типа диборида алюминия AlB2
.
Соединение конгруэнтно плавится при температуре ≈1050°C.